# Silene hamzaoglui
Silene hamzaoglui är en nejlikväxtart som beskrevs av Budak. Silene hamzaoglui ingår i släktet glimmar, och familjen nejlikväxter. Inga underarter finns listade i Catalogue of Life.